# 下小河
下小河，位于中国广西壮族自治区苍梧县南部，是西江浔江段右岸支流，发源于苍梧县广平镇平乐村黎岭屯，蜿蜒向北流经广平镇、大坡镇，于县城龙圩镇东郊汇入浔江。河长80千米，河道平均比降1.6‰，流域面积672平方千米。年均径流量2.96亿立方米。